# Poursiugues-Boucoue
Poursiugues-Boucoue é uma comuna francesa na região administrativa da Nova Aquitânia, no departamento dos Pirenéus Atlânticos. Estende-se por uma área de 8,87 km². Em 2010 a comuna tinha 192 habitantes (densidade: 21,6 hab./km²).